# Teleutias fasciatus
Teleutias fasciatus är en insektsart som beskrevs av Brunner von Wattenwyl 1895. Teleutias fasciatus ingår i släktet Teleutias och familjen vårtbitare. Inga underarter finns listade i Catalogue of Life.